# Pape Abou Cissé
Pape Abou Cissé (* 14. září 1995) je senegalský profesionální fotbalista, který hraje na pozici středního obránce za řecký prvoligový klub Olympiakos Pireus a senegalský národní tým.

## Klubová kariéra
Mládežnický reprezentant Senegalu je odchovancem AS Pikine. Na začátku roku 2015 se připojil k Ajacciu jako profesionální hráč. Svůj profesionální debut si odbyl v Ligue 2 proti Valenciennes v dubnu 2015 a odehrál celý zápas. Ve francouzské druhé lize odehrál 71 zápasů.
V roce 2017 přestoupil do Olympiakosu. Dne 14. října 2017 vstřelil svůj první gól v dresu Olympiakosu po asistenci Kostase Fortounise při výhře 4:3 nad Panionios. Portugalská Benfica Lisabon měla údajně v lednu 2018 zájem hráče podepsat.
Cissé vstřelil vyrovnávací gól v dresu Olympiakosu proti Panathinaikosu v prvním derby sezóny 2018/19 v řecké Superlize. Byl zařazen do Europa League Breakthrough Team pro rok 2018: citace ho popsala jako „impozantní postavu v zadní linii Olympiakosu, spojenou s klamavým tempem, skvělým přehledem a také hrozbou při standardních situacích“. Dne 12. února 2020 zaznamenal Cissé rychlý double. Olympiakos porazil klub Lamia a zajistil si účast v semifinále řeckého poháru v napínavém domácím zápase, který skončil 3:2. Dne 27. února 2020 skóroval skloněnou hlavičkou z rohového kopu při slavné venkovní výhře nad Arsenalem 2:1 v Londýně v odvetě 1. kola play-off Evropské ligy. Byl zařazen do Týmu týdne Evropské ligy UEFA.
Dne 30. ledna 2021 byl Cissé poslán na hostování do Saint-Étienne s opcí na přestup. Bývalý hráč AS Pikine měl možnost předvést se ve slavném francouzském klubu, který ho mohl udržet za 13 milionů eur.
Dne 19. srpna 2021 skóroval poté, co Aguibou Camara nedokázal překonat brankáře Slovanu, a zpečetil tak domácí výhru 3:0 v zápase 1. kola play-off Evropské ligy UEFA 2021/22 proti ŠK Slovan Bratislava. Dne 4. prosince 2021 Olympiakos dvěma góly Cissého (ve 24. a 49. minutě zápasu) porazil OFI na stadionu Theodorose Vardinogiannise a zpečetil tak důležitou venkovní výhru v klubovém úsilí o zisk titulu. Dne 12. prosince 2021 byl jediným střelcem po asistenci Ronyho Lopese v domácím utkání proti Arisu Soluň.

## Reprezentační kariéra
Cissé reprezentoval senegalskou reprezentaci do 20 let na Africkém poháru národů do 20 let v roce 2015.
Dne 24. srpna 2018 obdržel své první pozvání do seniorského týmu pro kvalifikační zápas Afrického poháru národů 2019 proti Madagaskaru, který se konal 9. září 2018. V reprezentaci ale debutoval až 13. října 2018 v dalším kvalifikačním utkání doma proti Súdánu a vstřelil první gól zápasu. Cissého výkony na Africkém poháru národů 2021, kde nahradil hvězdu Neapole Kalidou Koulibalyho, který byl pozitivně testován na covid-19, v prvních dvou zápasech Lions of Teranga proti Zimbabwe a Guineji, přilákaly zájem mnoha evropských klubů.
Po vítězství na Africkém poháru národů 2021 byl jmenován velkodůstojníkem Národního řádu lva prezidentem Senegalu Macky Sallem.

## Statistiky

### Klubové
Platí k zápasu hranému 5. dubna 2023.
| Klub                      | Sezóna            | Liga              | Liga   | Liga | Národní pohár | Národní pohár | Ligový pohár | Ligový pohár | Kontinentální | Kontinentální | Celkově | Celkově |
| Klub                      | Sezóna            | Divize            | Zápasy | Góly | Zápasy        | Góly          | Zápasy       | Góly         | Zápasy        | Góly          | Zápasy  | Góly    |
| ------------------------- | ----------------- | ----------------- | ------ | ---- | ------------- | ------------- | ------------ | ------------ | ------------- | ------------- | ------- | ------- |
| Ajaccio                   | 2014/15           | Ligue 2           | 9      | 0    | 0             | 0             | 0            | 0            | —             | —             | 9       | 0       |
| Ajaccio                   | 2015/16           | Ligue 2           | 32     | 0    | 1             | 0             | 2            | 0            | —             | —             | 35      | 0       |
| Ajaccio                   | 2016/17           | Ligue 2           | 30     | 1    | 0             | 0             | 1            | 0            | —             | —             | 31      | 1       |
| Ajaccio                   | Celkově           | Celkově           | 71     | 1    | 1             | 0             | 3            | 0            | —             | —             | 75      | 1       |
| Olympiakos                | 2017/18           | Řecká Superliga   | 17     | 4    | 4             | 0             | —            | —            | 0             | 0             | 21      | 4       |
| Olympiakos                | 2018/19           | Řecká Superliga   | 19     | 1    | 2             | 0             | —            | —            | 8             | 1             | 29      | 2       |
| Olympiakos                | 2019/20           | Řecká Superliga   | 13     | 0    | 6             | 2             | —            | —            | 4             | 1             | 23      | 3       |
| Olympiakos                | 2020/21           | Řecká Superliga   | 12     | 0    | 1             | 1             | —            | —            | 6             | 0             | 19      | 1       |
| Olympiakos                | 2021/22           | Řecká Superliga   | 25     | 5    | 2             | 0             | —            | —            | 13            | 1             | 40      | 6       |
| Olympiakos                | 2022/23           | Řecká Superliga   | 6      | 0    | 3             | 1             | —            | —            | 10            | 0             | 19      | 1       |
| Olympiakos                | Celkově           | Celkově           | 92     | 10   | 18            | 4             | —            | —            | 41            | 3             | 151     | 17      |
| Saint-Étienne (hostování) | 2020/21           | Ligue 1           | 14     | 0    | 1             | 0             | 0            | 0            | —             | —             | 15      | 0       |
| Celkově v kariéře         | Celkově v kariéře | Celkově v kariéře | 177    | 11   | 20            | 4             | 3            | 0            | 41            | 3             | 241     | 18      |

### Reprezentační
Platí k zápasu hranému 2. února 2022.
| Národní tým | Rok     | Zápasy | Góly |
| ----------- | ------- | ------ | ---- |
| Senegal     | 2018    | 2      | 1    |
| Senegal     | 2019    | 1      | 0    |
| Senegal     | 2020    | 1      | 0    |
| Senegal     | 2021    | 2      | 0    |
| Senegal     | 2022    | 3      | 0    |
| Celkově     | Celkově | 9      | 1    |

#### Reprezentační góly
Skóre a výsledky Senegalu jsou vždy zapsány jako první. Cissého góly jsou zvýrazněny.
| Gól | Datum          | Místo                                       | Soupeř | Skóre | Výsledek | Soutěž                                   |
| --- | -------------- | ------------------------------------------- | ------ | ----- | -------- | ---------------------------------------- |
| 1.  | 13. října 2018 | Stade Léopold Sédar Senghor, Dakar, Senegal | Súdán  | 1:0   | 3:0      | Kvalifikace na Africký pohár národů 2019 |

## Úspěchy
Olympiakos
- Řecká Superliga: 2019/20, 2021/22
- Řecký pohár: 2019/20

Senegal
- Africký pohár národů: 2021; poražený finalista: 2019

Senegal U20
- Poražený finalista Afrického poháru národů hráčů do 20 let: 2015

Individuální
- Průlomový tým Evropské ligy UEFA: 2018
- Hráč měsíce Řecké Superligy: prosinec 2021
- Tým roku Řecké Superligy: 2021/22

Vyznamenání
- Velkodůstojník Národního řádu lva: 2022